# Beni de Cádiz
Benito Rodríguez Rey, conocido artísticamente como Beni de Cádiz (Cádiz, 26 de enero de 1930-Sevilla, 22 de diciembre de 1992), fue un cantaor flamenco español, hermano del también cantaor Amós Rodríguez Reyy nieto del cantaor El Niño de la Isla.

## Biografía
Nacido en Cádiz, en la calle Hércules, el 26 de enero de 1930, desde su infancia comenzó a destacar con su cante y a los once años se ganaba la vida cantando en el tren que iba de Cádiz a Jerez de la Frontera. Como profesional, comenzó como bailaor en los espectáculos de Manolo Caracol y Lola Flores. Sería el propio Caracol quien, oyéndole cantar en los camerinos, hizo que fuese cambiando el baile por el cante: desde aquel día, Beni de Cádiz fue seguidor de la escuela de Caracol.
En 1955 siguió como cantaor en el elenco que acompañaba a Lola Flores, para pasar en 1957 al cuadro del tablao madrileño Corral de la Morería y más tarde al ballet de Pilar López, donde estuvo hasta 1959. En ese año, aquejado de una grave enfermedad,[¿cuál?] tuvo que dejar el cante y se le dio un homenaje en su ciudad natal organizado por La Niña de los Peines y Pepe Pinto, en el que participaron la Paquera de Jerez, Parrilla de Jerez, La Perla de Cádiz, Antonio Mairena, el Sevillano, Manolo "el niño de Fregenal" y Eduardo Serrano, el Güito, entre otras estrellas del momento.
En 1961 y recuperado de su enfermedad, reapareció en el tablao El Duende de Madrid y en las fiestas madrileñas de la sala Villa Romana, en el elenco de Juanita Reina; más tarde actuó en el tablao madrileño Las Brujas, donde cantó hasta 1962. Al año siguiente, actuó en el tablao de Torres Bermejas. En 1964, volvió a Madrid para actuar en la Cueva de Nerja y volvió al tablao de Las Brujas en 1965. 
Además de actuar en los tablaos, también intervino en los festivales, obteniendo en 1971 varios primeros premios y el de honor en el Concurso Nacional de Arte Flamenco de Córdoba.
Falleció en Sevilla el 22 de diciembre de 1992 tras luchar contra una larga enfermedad.

## Estilo
Beni de Cádiz destacaba por su actitud en el escenario:

Cuando yo salgo a escena hago teatro, como me enseñó Caracol. Esos cantaores que se sientan en su sillita como si fueran zapateros, y «ole, vamos allá, venga jajai, jajai, jajai», esos no lo llevan dentro. Yo canto las alegrías de pie, que es lo más difícil del mundo. Soy doña Concha Piquer en hombre. Esa es mi definición. Y en vago y en golferas.
Beni de Cádiz (1992)

Durante toda su trayectoria musical, compuso un gran número de letras que comprendían varios subgéneros del flamenco, entre las que se encuentran el tango flamenco, las bulerías por fandangos, la soleá, las alegrías, la rondeña, los fandangos de Huelva, las seguiriyas, las bulerías, las malagueñas verdiales, los tientos y los fandangos de Gloria.

## Reconocimiento

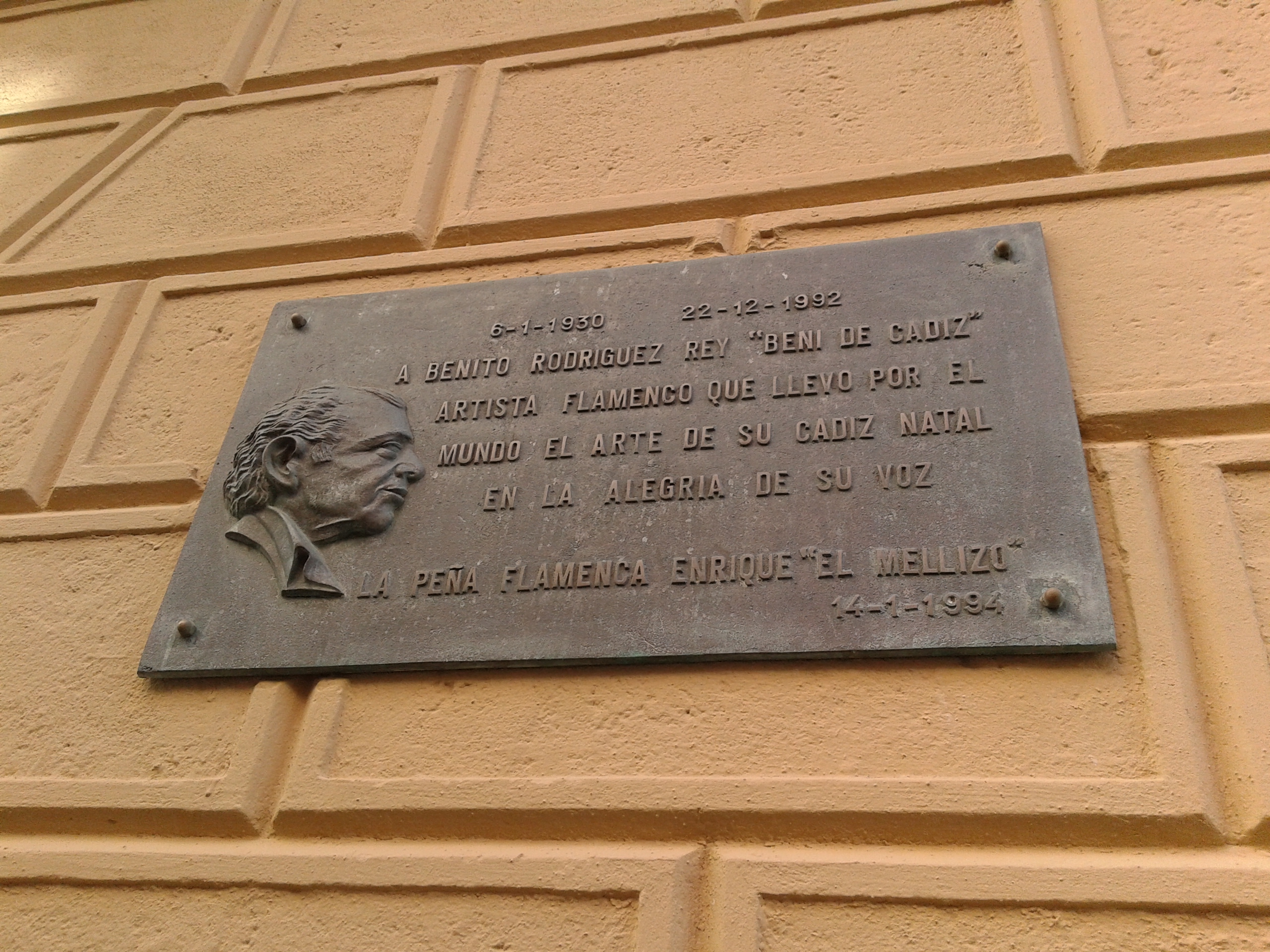
Placa en su casa natal

Beni de Cádiz volvió a intervenir en los festivales andaluces y ofreciendo recitales en peñas flamencas. Su participación en el tablao La Venta del Gato de Madrid fue una de las más recordadas de su última época. En 1984, apareció en la III Bienal de Arte Flamenco Ciudad de Sevilla. 
Durante la fase de cuartos de final del Concurso de Carnaval de Cádiz de 2017, la comparsa Los Irracionales dirigida por Jesús Bienvenido, le dedicó un pasodoble en forma de homenaje, recordando toda su trayectoria y aporte al mundo del flamenco.
En su ciudad natal cuenta con una placa en su casa natal y una calle en su memoria.